# Sidemen
A Sidemen brit youtuber csoport, aminek tagjai JJ Olatunji (KSI), Simon Minter (Miniminter), Josh Bradley (ZerkaaHD), Tobit Brown (TBJZL), Ethan Payne (Behzinga), Vikram Barn (Vikkstar123) és Harry Lewis (W2S). Online tartalmat gyártanak, többek között vlogokat, kihívásokat, vetélkedőket és gyakran videójátékokkal kapcsolatos videókat is.
2013. október 19-én alapították a csoportot gaming-csapatként. Ahogy a saját csatornáik nőttek, egyre sokszínűbb videókat és projekteket készítettek. 2018 óta tartalmaik nagy részét a közös, Sidemen, MoreSidemen és SidemenReacts csatornájukra töltöttek fel sajátjaik helyett. 2024 májusában közös csatornájuk több, mint 21 millió feliratkozóval és 6,18 milliárd megtekintéssel rendelkezik.
2021-ben elindították saját streaming szolgáltatásukat, a Side+-t, kiadták saját alkoholmárkájukat, az XIX Vodkát, illetve megnyitották saját gyorsétterem láncukat, a Sidest. 2024-ben indított Inside című valóságshow-jukat a második évadtól a Netflix közvetítette.

## Történet

A csoport logója

A tagok egy része a csapat megalapítása előtt már ismerte egymást: Josh Bradley és Tobit Brown mindketten a Bexley Grammar Schoolba (London) jártak, míg JJ Olatunji és Simon Minter a Berkhamsted Boys Schoolba, Hertfordshireben.
A csoport 2013. október 19-én lett megalapítva, mikor Olatunji, Minter, Bradley, Brown, és Ethan Payne létrehozott egy Rockstar Games Social Club csoportot, melynek neve a The Ultimate Sidemen volt, a Grand Theft Auto V videójátékban. Vikram Barn nem sokkal később csatlakozott. 2014 januárjában Bradley megismerte Harry Lewist egy FIFA eseményen, New Yorkban és meghívta a csoportba. A csapat nevéről Minter így beszélt: „Egy sideman egy olyan ember, aki valakinek a kurvája [...] Lényegében én voltam KSI kurvája, aki mindenhova követte.”
2014 februárjában Olatunji, Minter, Bradley és Barn beköltöztek egy házba Kelet-Londonban, amelynek a Sidemen House nevet adták, ennek köszönhetően gyakrabban tudtak együttműködni videókon.

### YouTube tartalmak
A csapatnak négy csatornája van, a Sidemen, a MoreSidemen,  a SidemenReacts és a SidemenShorts. 2020 novemberi adatok alapján a három csatornán összesen 16.2 millió feliratkozójuk és 3.3 milliárd megtekintésük van. A csapat sokszínű tartalmat gyárt, kihívásokat, vlogokat, vetélkedőket és gyakran videójátékokról is készítenek videókat. 2018 óta hetente adnak ki videókat a Sideman Sunday részeként, minden vasárnap a Sidemen csatornán.
2018. június 18-án kiadták a The Sidemen Show hét részes sorozatot, amely a YouTube Premiumon keresztül volt elérhető és 30 perces, világszerte felvett videókból állt, gyakran hírességek is szerepeltek benne (pl. Nicole Scherzinger, Steve-O).
2020 augusztusában indították el a SidemenReacts csatornát, ahol más készítők videóira reagálnak. A csatornának 3.8 millió feliratkozója van.
A Sidemen csatorna 2020 decemberében érte el a 10 millió feliratkozót. 2023 júniusában először érte el egyik videójuk, a Sidemen $20,000 vs $200 Holiday (Europe Edition), a 100 milliós nézettséget. 2024-ben megjelent róluk egy Netflix-dokumentumfilm, The Sidemen Story címmel.

### Sidemen Charity Match
Összesen hat jótékonysági mérkőzés szervezői voltak. Az első meccs, amelyet 2016-ban játszottak a St. Mary's Stadionban több, mint 110 ezer dollár bevételt hozott a Saints Foundationnek. A második meccs, amely a The Valley Stadionban került megrendezésre 210 ezer fontot hozott az NSPCC Childlinenak és a Charlton Athletic Community Trustnak. A harmadik mérkőzés pedig 65 ezer font bevételt generált a Young Minds és a Charlton Athletic Community Trustnak. A negyedik mérkőzés négy év kimaradás után történt meg, 2022. szeptember 24-én, amelyet egy év után követett az ötödik, majd két évvel később a hatodik. A hatodik találkozó keretei között majdnem öt millió fontot gyűjtöttek össze.

### Egyéb projektek

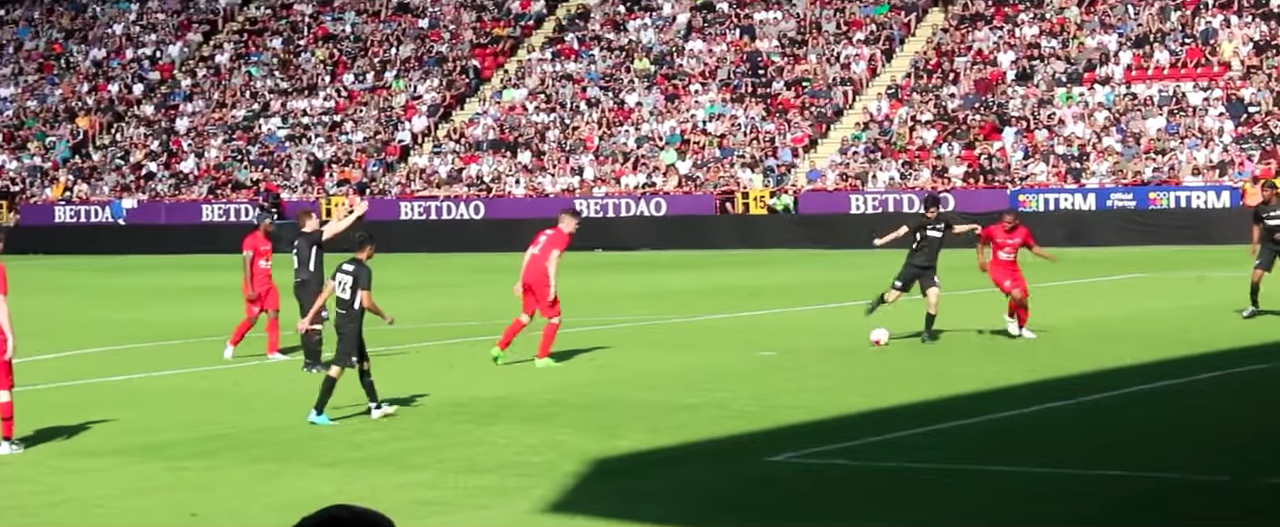
A 2018-as jótékonysági mérkőzés egy pillanata.

2014 óta a csoport árul sajátmárkás ruhákat és kiegészítőket a Sidemen Clothing Limited cégen keresztül.
2016. október 18-án kiadták a Sidemen: The Book könyvet, amelyből 26,436 példányt adtak el az első három napban.
2018-ban segítettek egy sport videójáték, a BoxTuber elkészítésében, amelyet a Viker Limited készített.
2020 márciusában készítettek egy 20 perces videót, melynek címe "#StayHome" volt. Ebben több, mint 100 Youtuber és híresség bíztatta a megtekintőket, hogy maradjanak otthon, hogy visszafogják a COVID–19-járvány terjedését az Egyesült Királyságban. A videó összes bevétele az NHS egészségügyi szervezethez jutott.

#### Side+

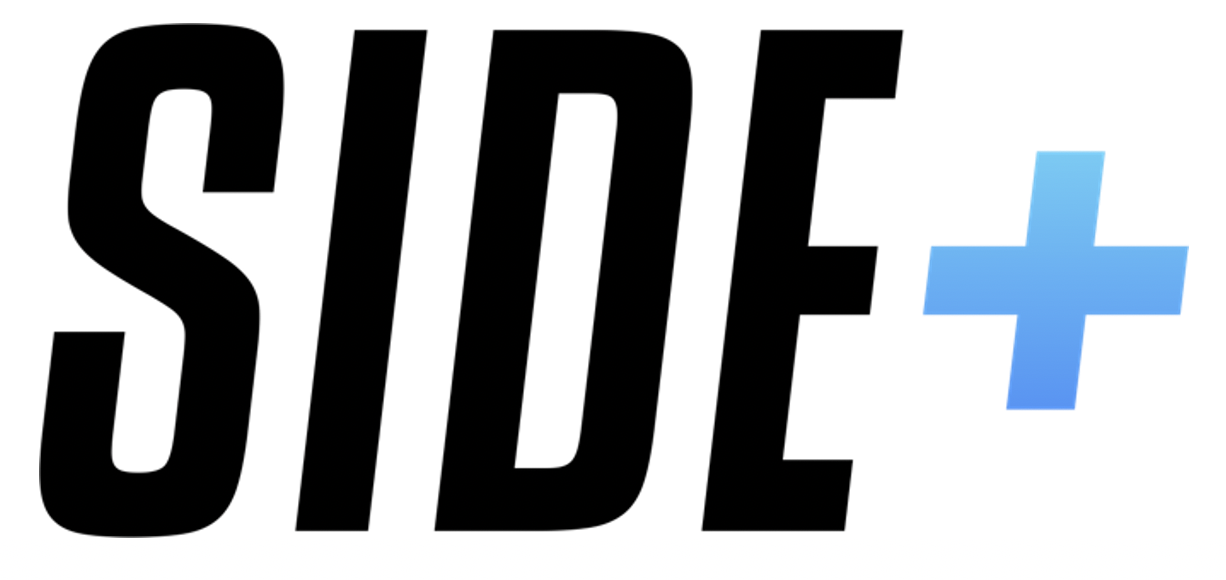
A Side+ szolgáltatás logója

2021 szeptemberében elindították a Side+ nevű feliratkozás alapú streaming szolgáltatójukat, amelyen a Sidecast nevű podcast mellett a nézők betekinthetnek a csoport videóinak készítésébe, beszélgethetnek fórumokon, illetve részt vehetnek sorsolásokon, amelyeknek a győztesei találkozhatnak a csoporttal vagy akár tízezer fontnyi összeget is elkölthetnek a Sidemen egy videójában.

#### XIX Vodka

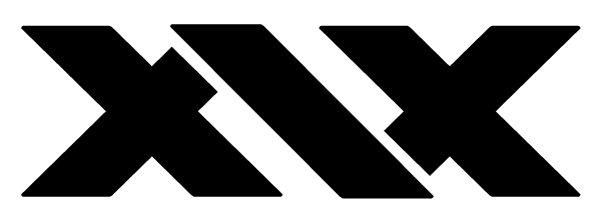
Az XIX Vodka márka ikonja

2021 októberében a csoport bejelentette alkoholmárkájuk, az XIX Vodka elindítását, a Sidemen nyolcadik évfordulójának alkalmából. Az első kiadás során kevesebb, mint egy perc kellett, hogy elkeljen az összes üveg, míg a márka második kiadása 2021. december 17-én történt és kevesebb, mint egy óra alatt eladtak mindent.

#### Sides
A csoport létrehozta és 2021. november 28-án meg is nyitotta a saját gyorsétterem láncát, amely menüje főként sült csirkén alapul, de mellette számos más gyorsétel is kapható. A gyorsétterem London területén és az Egyesült Arab Emírségekben is megtalálható, tizenhat helyszínen. 2023-ig csak online lehetett rendelni az étterem menüjéről, novemberben nyíltak meg az első éttermek Angliában. A csoport nem vehetett részt a megnyitókon, mert a megyei tanács nem tartotta biztonságosnak, tekintve, hogy mennyi rajongójuk jelent volna meg a helyszínen.

#### Inside
Inside című valóságshow-sorozatukat, amit eredetileg a YouTube-on indítottak el, 2024-ben leszerződtette a Netflix, bejelentve, hogy a következő hónapokban meg fog jelenni a második évada, illetve az amerikai kiadásának első évada Inside USA címen.

## Tagok

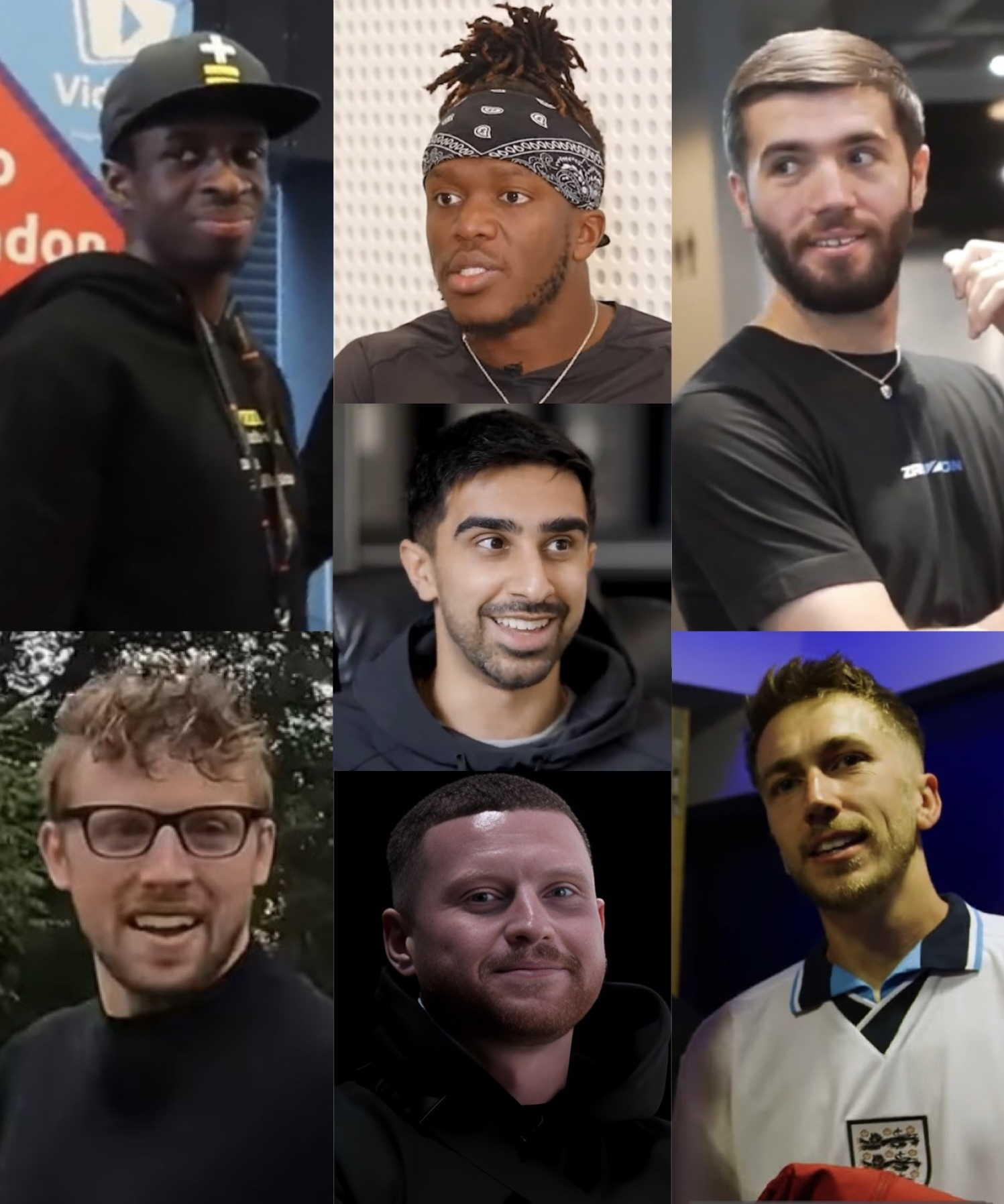
A Sidemen (oszloponként, balról jobbra, fentről le): TBJZL, W2S, KSI, Vikkstar, Behzinga, Zerkaa, Miniminter

2014 óta a csoport a következő tagokból áll:
- Olajide “JJ” Olatunji – KSI (2013–napjainkig)
- Simon Minter – Miniminter (2013–napjainkig)
- Joshua “Josh” Bradley – ZerkaaHD (2013–napjainkig)
- Tobit “Tobi” Brown – Tobjizzle vagy TBJZL (2013–napjainkig)
- Ethan Payne – Behzinga (2013–napjainkig)
- Vikram “Vik” Barn – Vikkstar123 (2013–napjainkig)
- Harry Lewis – Wroetoshaw vagy W2S (2014–napjainkig)

## Feltöltések
| /        | Hétfő                           | Kedd                                          | Szerda                          | Csütörtök                                     | Péntek                          | Szombat                                       | Vasárnap                                  |
| -------- | ------------------------------- | --------------------------------------------- | ------------------------------- | --------------------------------------------- | ------------------------------- | --------------------------------------------- | ----------------------------------------- |
| Csatorna | - SidemenReacts - SidemenShorts | - MoreSidemen - SidemenReacts - SidemenShorts | - SidemenReacts - SidemenShorts | - MoreSidemen - SidemenReacts - SidemenShorts | - SidemenReacts - SidemenShorts | - MoreSidemen - SidemenReacts - SidemenShorts | - Sidemen - SidemenReacts - SidemenShorts |

## Statisztika
Frissítve: 2024. május 25.
| Csatorna                     | Nyelv         | Feliratkozók (millió) | Megtekintések   | Feltöltött videók | YouTube-díjak | For.   |
| ---------------------------- | ------------- | --------------------- | --------------- | ----------------- | ------------- | ------ |
| Sidemen                      | Anglia        | 21,1                  | 6,180865503×109 | 356               |               | [ 36 ] |
| MoreSidemen                  | Anglia        | 8,39                  | 4,336542173×109 | 1025              |               | [ 37 ] |
| SidemenReacts                | Anglia        | 5,61                  | 2,932456536×109 | 1330              |               | [ 38 ] |
| SidemenShorts                | Anglia        | 2,13                  | 1,80363494×109  | 1918              |               | [ 39 ] |
| Sidemen en Español (inaktív) | Spanyolország | 0,008                 | 172 073         | 5                 |               | [ 40 ] |
| Összesen                     | Összesen      | 37,238                | 1,5253671225×10 | 4634              |               |        |

## Diszkográfia
| Cím                                        | Év   | Slágerlista | Slágerlista | Slágerlista | Slágerlista | Slágerlista | Slágerlista |
| Cím                                        | Év   | UK          | UK R&B      | UK Ind.     | HUN         | NZ Hot      | SCO         |
| ------------------------------------------ | ---- | ----------- | ----------- | ----------- | ----------- | ----------- | ----------- |
| The Gift (S-X-szel)                        | 2019 | 77          | 40          | 11          | –           | 27          | 26          |
| Christmas Drillings (Jme közreműködésével) | 2022 | 3           | –           | 3           | 2           | 7           | –           |
| This or That (Randolph közreműködésével)   | 2022 | –           | –           | 23          | –           | 14          | –           |

## Könyvek
| Év   | Cím               | Kiadó         | Jegyzet             | For.   |
| ---- | ----------------- | ------------- | ------------------- | ------ |
| 2016 | Sidemen: The Book | Coronet Books | ISBN 978-1473648166 | [ 47 ] |

## Filmográfia
| Év   | Cím                    | Platform                   | Jegyzet        | For.   |  |
| ---- | ---------------------- | -------------------------- | -------------- | ------ |  |
| 2014 | The Sidemen Experience | Comedy Central UK (online) | 5 epizód       | [ 48 ] |  |
| 2018 | The Sidemen Show       | YouTube Premium            | 7 epizód       | [ 49 ] |  |
| 2024 | The Sidemen Story      | Netflix                    | dokumentumfilm |        |  |

## Díjak és jelölések
| Év   | Díjátadó            | Kategória megnevezése   | Jelölt/Munka      | Eredmény | For.   |
| ---- | ------------------- | ----------------------- | ----------------- | -------- | ------ |
| 2017 | British Book Awards | Az év életstílus könyve | Sidemen: The Book | Jelölve  | [ 50 ] |
| 2019 | Shorty Awards       | Legjobb YouTube-csoport | Sidemen           | Jelölve  | [ 51 ] |

## Popkultúrában
- A Sidement megemlítették az EastEnders egy 2024-es epizódjában.